# Frank Baldwin Jewett
Frank Baldwin Jewett (Pasadena, 5 de setembro de 1879 — Summit (Nova Jérsei), 18 de novembro de 1949) foi um físico estadunidense.
Foi o primeiro presidente do Bell Labs.

## Patentes
- Patente E.U.A. 1 559 325, Means for analyzing and synthesizing electric waves, 1925.